# Eucalyptus luehmanniana
Espèce
Classification phylogénétique
Eucalyptus luehmanniana est une espèce de plantes à fleurs du genre Eucalyptus et de la famille des Myrtaceae. C'est un arbuste considéré comme vulnérable poussant dans la région de Sydney en Australie. Il pousse dans les zones de fortes pluies sur des sols pauvres et rocheux.
C'est un mallee, ne dépassant pas six mètres de hauteur. Ses feuilles mesurent 14 à 18 cm de long sur 2 à 4 de large. Les fleurs sont blanches.

## Galerie

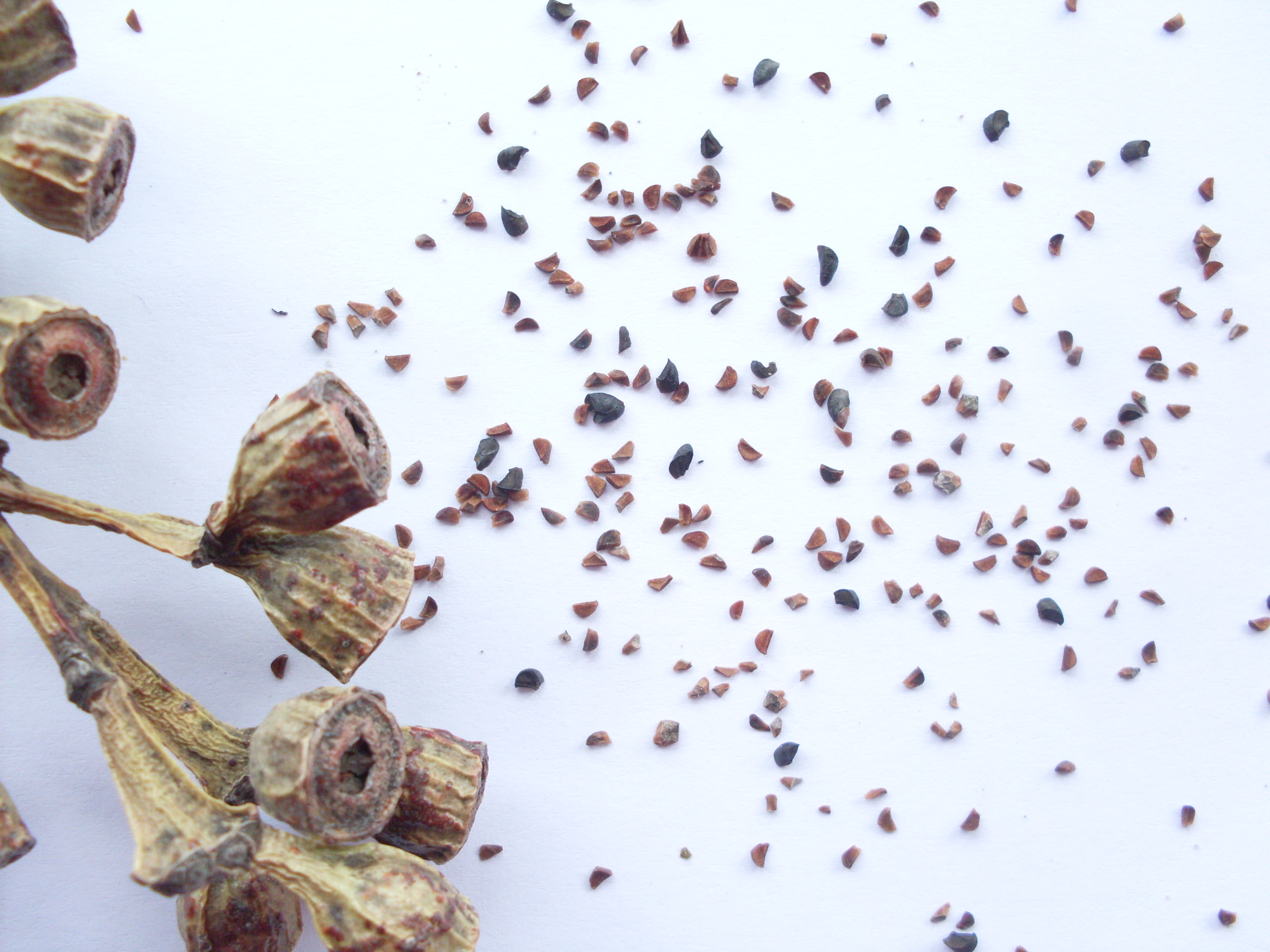
Fruits et graines.

### Source
- (en) Cet article est partiellement ou en totalité issu de l’article de Wikipédia en anglais intitulé « Eucalyptus luehmanniana » (voir la liste des auteurs).